# Jane Winton
Jane Winton (10 de octubre de 1905-22 de septiembre de 1959) fue una actriz, bailarina, soprano, escritora y pintora estadounidense.

## Primeros años
Winton nació en Filadelfia, Pensilvania, en 1905. La muerte de su padre ocurrió cuando tenía cuatro años, cuando su madre falleció cuando ella tenía seis años, llevaron a Winton a que "fuera intercambiada entre parientes, ninguno de los cuales tenía fondos necesarios para poder mantenerla y, por lo tanto, le recibían más resentimiento que afecto". Finalmente, un médico anciano que era amigo de la familia la adoptó y la crio en un entorno estricto. Después de haber graduado de una escuela en Connecticut, decidió escapar en lugar de ingresar al Bryn Mawr College y poder convertirse en doctora, que era el deseo de su tutor para ella. Winton se fue a vivir juntó con un amigo a Nueva York y ahí fue descubierta por los productores Adolph Zukor y Jesse Lasky.

## Actriz
Durante la década de 1920, comenzó a trabajar en obras teatrales como bailarina de Ziegfeld Follies. Después de haber llegado a la costa oeste, Winton se hizo conocida como "la diosa de ojos verdes de Hollywood". Sus apariciones en películas incluyen Tomorrow's Love (1925), Why Girls Go Back Home (1926), Sunrise (1927), The Crystal Cup (1927), The Fair Co-Ed (1927), Burning Daylight (1928), Melody of Love (1928), The Patsy (1928), Scandal (1929), Show Girl in Hollywood (1929), The Furies (1930) y Hell's Angels .(1930).
Winton interpretó a Doña Isabel en Don Juan (1926). La película fue protagonizada por John Barrymore y Mary Astor. La película fue anunciada como la primera película realizada en Vitaphone, un invento que sincronizaba el sonido con las escenas de las películas en movimiento. Las películas sonoras modernas comenzaron siendo realizadas en Vitaphone.

## Ópera y radio
Después de haber dejado Hollywood, Winton empezó a interpretar varios papeles operísticos tanto en Estados Unidos como en otros países. Hizo su debut operístico en 1933 cuando interpretó a Nedda en la producción de Pagliacci en la Academia de Música de Brooklyn. En 1933, estuvo en la National Grand Opera Company para la producción de I Pagliacci. Donde interpretó la canción Nedda. Protagonizó la opereta Caviar. En Inglaterra, se hizo conocida por su canto y su trabajo en radio.

## Novelista
En 1951 público una novela llamada Park Avenue Doctor. Su segunda novela fue Passion Is the Gale.

## Matrimonios
Winton se casó tres veces. En 1927 se casó con el guionista de Hollywood Charles Kenyon.[cita requerida] El 17 de julio de 1930, se casó con Horace Gumble en Jersey City, Nueva Jersey. Su último esposo fue Michael T. Gottlieb, quién trabajaba como agente de bolsa, jugador de bridge y dueño de una propiedad en Arizona. Se casaron en 1935.[cita requerida]

## Muerte
Winton murió en 1959 en el Hotel The Pierre en Nueva York debido a causas no reveladas. Su cuerpo fue incinerado y sus cenizas fueron enterradas en el mausoleo Riesner-Gottlieb en el cementerio Temple Israel, Hastings-on-Hudson, Nueva York.

## Filmografía
- Three Women (1924)
- Tomorrow's Love (1925)
- His Supreme Moment (1925)
- The Love Toy (1926)
- Why Girls Go Back Home (1926)
- My Old Dutch (1926)
- Footloose Widows (1926)
- Don Juan (1926)
- The Honeymoon Express (1926)
- Across the Pacific (1926)
- The Gay Old Bird (1927)
- Upstream (1927)
- The Monkey Talks (1927)
- The Beloved Rogue (1927)
- Sunrise (1927)
- Lonesome Ladies (1927)
- Perch of the Devil (1927)
- The Fair Co-Ed (1927)
- The Poor Nut (1927)
- Bare Knees (1928)
- Honeymoon Flats (1928)
- Nothing to Wear (1928)
- Burning Daylight (1928)
- The Patsy (1928)
- Yellow Lily (1928)
- Melody of Love (1928)
- Captain Lash (1929)
- Scandal (1929)
- The Bridge of San Luis Rey (1929)
- Show Girl in Hollywood (1930)
- A Notorious Affair (1930)
- Hell's Angels (1930)
- Limelight (1936)